# Dipoena pacifica
Dipoena pacifica là một loài nhện trong họ Theridiidae.
Loài này thuộc chi Dipoena. Dipoena pacifica được Arthur Merton Chickering miêu tả năm 1943.